# Mohammed Siad Barre
General bojnik Mohammed Siad Barre (na somalijskom Maxamed Siyaad Barre, Shilage, 1919. – Lagos, 2. siječnja 1995.), bivši afrički državnik i političar, 3. predsjednik Somalije, i državni poglavar od 1969. do 1991. godine.

## Rani život
Rodio se u mjestu Shilabo, Etiopija, u muslimanskoj obitelji.No, on je tvrdio da je rođen na somalijskom tlu, kako bi se kvalificirao za službu u talijanskoj kolonijalnoj policiji. Prije pristupanja policiji, bio je pastir i siroče. Nije imao nikakvog formalnog obrazovanja, ali je pohađao neke vojne tečajeve u Italiji.

## Kao državni poglavar
Kada je drugi predsjednik Somalije ubijen u atentatu, izbili su razni sukobi, i nastao je kaos. Nakon završetka žalovanja i pokopa predsjednika, vojska je izvela puč, a predvodnik je bio baš on. Dok je bio na vlasti, njegova titula bila je Jaale Siyad (Drug Siyad.)
Bio je ustvari državni poglavar (iako se vodio kao predsjednik), a ne predsjednik jer se na vlast nije popeo na demokratski i prihvaćeni način. Stvorio je kult ličnosti, a veliki plakati koji su ga prikazivali još se i danas mogu vidjeti u Mogadishu.
Povezao se sa Sovjetskim Savezom, ali je zagovarao iredentističku ideju stvaranja Velike Somalije, naravno na štetu susjeda. Napravio je invaziju etiopske regije Ogaden, koja je u sastavu Etiopije, ali njeno stanovništvo čine etnički Somalijci. Iako su zauzeli veliki dio teritorija, Sovjetski savez i sve komunističke zemlje stale su na stranu Etiopije, kojom tada vlada pukovnik Mengistu Haile Mariam, također diktator. Ljut i razočaran tom činjenicom, Mohammed je iz Somalije istjerao sve sovjetske savjetnike, poderao sporazum o prijateljstvu, i prešao na stranu Zapada.
Učinio je i niz veoma značajnih poteza, poput zapisivanja somalijskog jezika i njegovog uvođenja kao službenog jezika u obrazovanju. Za zapisivanje jezika prihvaćena je latinica. No, okrutnost mu se ne može osporiti. Krajem hladnog rata, stvorene su razne pobunjeničke grupe koje su ga pokušale svrgnuti. To im je i uspjelo 26. siječnja 1991. godine. Siad je prvo pobjegao u Keniju, iz koje se, zbog prosvjeda kenijske Vlade preselio u Nigeriju gdje je i umro od srčanog udara. Imao je 75 godina. Pokopan je na somalijskom tlu, u onom mjestu iz kojeg je navodno potjecao. Od njegovog svrgavanja, bilo je 13 neuspješnih pokušaja stvaranja demokratske vlade.